# Élections des gouverneurs américains de 2008
Les États-Unis ont procédé le 4 novembre 2008 à l'élection des gouverneurs dans les États où le mandat de ceux-ci arrivait à son terme. Onze États, ainsi que deux territoires, étaient concernés. Sur ces 13 élections, on comptait huit sortants démocrates et trois républicains.
Ces élections se sont tenues lors de l'Election Day, en même temps que la présidentielle, les élections des représentants et d'éventuels scrutins et référendums locaux.

## Cadre institutionnel et mode de scrutin
Les législations et les constitutions des différents États des États-Unis fixent le déroulement des scrutins au niveau des États et au niveau local. Ces scrutins concernent différentes fonctions électives. Les gouverneurs et les lieutenant gouverneurs sont élus dans chaque État (parfois sur un 'ticket' commun, parfois séparément, parfois sur des années différentes), et des gouverneurs sont aussi élus dans les territoires des Samoa américaines, de Guam, des Îles Mariannes du Nord, de Porto Rico et des Îles Vierges des États-Unis. Les membres des assemblées des États sont aussi élus.
Certains États élisent également leur State attorney general, leur Secretary of state ou encore les membres de leur Cour suprême.
Pour des raisons de facilité et de coût, les élections à ces différentes fonctions se tiennent généralement en même temps, et parfois concomitamment avec des élections fédérales (présidentielle, législatives, sénatoriales).

## Résumé
Dans 11 États des États-Unis sur 50, le mandat du gouverneur arrive à son terme en 2008. Les États concernés sont la Caroline du Nord, le Dakota du Nord, le Delaware, l'Indiana, le Missouri, le Montana, le New Hampshire, l'Utah, le Vermont, la Virginie-Occidentale et le Washington
Dans cinq États, le gouverneur sortant est démocrate (Caroline du Nord, Delaware, Montana, New Hampshire, Virginie-Occidentale et Washington) ; dans les six autres, il est républicain (Dakota du Nord, Indiana, Missouri, Utah, Vermont). La constitution de la Caroline du Nord et du Delaware interdit à leur gouverneur de se représenter. Parmi les neuf autres, le gouverneur républicain du Missouri choisit de ne pas se représenter. Les huit derniers remettent leur mandat en jeu.
Par ailleurs, Porto Rico et les Samoa américaines — territoires américains — procèdent le même jour à l'élection de leur gouverneur respectif. Les deux gouverneurs, démocrates, se représentent.
| Parti | Parti             | États     | États    | États | États | Total | Total | Total | Territoires | Territoires | Territoires | Territoires |
| Parti | Parti             | Élections | Conservé | Gagné | Perdu | Avant | Après | +/−   | Élections   | Conservé    | Gagné       | Perdu       |
| ----- | ----------------- | --------- | -------- | ----- | ----- | ----- | ----- | ----- | ----------- | ----------- | ----------- | ----------- |
|       | Parti démocrate   | 6         | 6        | 1     | -     | 28    | 29    | +1    | 2           | 1           | -           | 1           |
|       | Parti républicain | 5         | 4        | -     | 1     | 22    | 21    | -1    | -           | -           | 1           | -           |
| Total | Total             | 11        | -        | -     | -     | 50    | 50    | -     | 2           | -           | -           | -           |

## Détail

### Caroline du Nord
En Caroline du Nord, le gouverneur sortant démocrate Michael Easley n'est pas autorisé à se représenter. Les démocrates gouvernent l'État depuis 16 ans.
Beverly Perdue, lieutenant-gouverneure et candidate du Parti démocrate, est élue par 50 % des voix contre Pat McCrory, maire de Charlotte et candidat du Parti républicain, qui recueille 47 %.

### Dakota du Nord
Le républicain sortant, John Hoeven, est réélu gouverneur du Dakota du Nord contre le sénateur démocrate Tim Mathern avec 74 % des suffrages contre à peine 24 % pour son adversaire

### Delaware
Le gouverneur démocrate sortant du Delaware, Ruth Ann Minner, n'a pas le droit de se représenter en 2008 dans un État gouverné par les démocrates depuis 16 ans. Le secrétaire au Trésor de l'État Jack Markell a remporté l'investiture démocrate devant le gouverneur adjoint John Carney le 9 septembre 2008. Le candidat républicain est l'ancien juge de la Cour supérieure de l'État William Swain Lee, qui l'a remportée devant le pilote de ligne Michael Protrack.
Lee était le candidat républicain en 2004 et a été battu par Minner de justesse. Cette fois, le candidat démocrate s'impose très largement avec 67,5 % contre 32 % au républicain.

### Indiana
Dans l'Indiana, le gouverneur républicain sortant Mitch Daniels affronte la démocrate Jill Long Thompson, membre de la Chambre des représentants et sous-secretaire à l'agriculture, qui a remporté de peu l'investiture de son parti le 6 mai devant l'architecte Jim Schellinger.
Bien que Barack Obama ait remporté l'État lors de la présidentielle, au niveau local le candidat républicain l'emporte largement avec 58 % des voix, contre 40 % à la députée démocrate.

### Missouri
Le gouverneur républicain sortant du Missouri, Matt Blunt, a décidé le 22 janvier 2008 de ne pas se représenter. En 2007, sa cote de popularité était la deuxième plus faible de tous les gouverneurs, juste devant celle d'Ernie Fletcher du Kentucky.
Le candidat républicain est Kenny Hulshof, membre de la Chambre des représentants. Le candidat démocrate est l'Attorney General Jay Nixon. C'est ce dernier qui gagne le scrutin en obtenant 58 % des suffrages, 18 points de plus que son adversaire.

### Montana
Dans le Montana, le gouverneur démocrate sortant Brian Schweitzer est réélu par 65 % des voix face au sénateur républicain Roy Brown, qui récolte 33 % des suffrages.

### New Hampshire
Dans le New Hampshire, le gouverneur démocrate John Lynch se représente, opposé au sénateur républicain Joseph D. Kenney. La réélection de Lynch est sans appel, puisqu'il s'adjuge 70 % des voix, contre 28 % au candidat républicain.

### Porto Rico
Le gouverneur démocrate de Porto Rico, Aníbal Acevedo Vilá, se représente pour un second mandat. Il est opposé au candidat républicain, le Resident Commissionner Luis Fortuño, qui a annoncé en décembre 2006 qu'il ne se représenterait pas à son poste. Le soir du scrutin, l'alternance au pouvoir se produit, Fortuño rassemblant 52,7 % des suffrages, Acevedo Vilá se classant deuxième avec 41,4 %.

### Samoa américaines
Dans les Samoa américaines, le gouverneur sortant Togiola Tulafono se représente. Il est opposé à Afoa Moega Lutu et Utu Abe Malae, indépendants.

### Utah
Le gouverneur républicain de l'Utah, Jon Huntsman, Jr., se représente face au candidat démocrate Bob Springmeyer. En 2008, les républicains dirigent l'État depuis 24 ans. À la suite du scrutin, ils s'engagent pour quatre années supplémentaires avec l'éclatante victoire de leur candidat, qui recueille 79 % des voix, le démocrate en récoltant 17 %.

### Vermont
Le gouverneur républicain sortant du Vermont, Jim Douglas, se présente pour un quatrième mandat, face au candidat démocrate Gaye Symington, speaker de la Chambre des représentants du Vermont. Ce dernier est clairement battu avec 21,4 % (suivi de très près par Anthony Pollina, candidat indépendant qui obtient 21,3 %) alors que le gouverneur sortant décroche la première place avec 54,4 %.

### Virginie-Occidentale
Le démocrate Joe Manchin se représente en Virginie-Occidentale, face à l'ancien sénateur républicain Russ Weeks. Alors que John McCain a nettement distancé Barack Obama dans cet État à la présidentielle, la victoire du gouverneur sortant est encore plus nette : 70 % des suffrages, Weeks devant se contenter d'à peine 26 %.

### Washington
Dans le Washington, la gouverneure démocrate sortante Christine Gregoire est opposée à l'ancien sénateur républicain Dino Rossi (en).
Les deux personnalités s'étaient déjà affrontées lors de l'élection de 2004 ; Gregoire n'avait emporté le poste de gouverneur que par 133 voix d'avance lors du troisième compte officiel des suffrages (le premier compte le donnait perdant par 261 voix, le deuxième par 24 voix).
Cette fois, la situation est claire : Gregoire obtient son second mandat par 53,51 % des voix et 115 000 voix d'avance sur Rossi (46,49 %).